# 195 (число)
195 (Сто дев'яно́сто п'ять) — натуральне число між  194 та  196.
- 195 день в році — 14 липня (у високосний рік 13 липня).

## В інших областях
- 195 рік, 195 до н. е.
- NGC 195 — спіральна галактика з перемичкою ( SBa) в сузір'ї  Кит.
- В Юнікоді 00C3 16 — код для символу «Ã» (Latin Capital Letter  A With  Tilde).